# オッタヴィオ・ビアンキ
オッタヴィオ・ビアンキ（Ottavio Bianchi,1943年10月6日 -）は、イタリアのブレシア出身の元サッカー選手でサッカー指導者。1986-87年シーズに、ディエゴ・マラドーナを擁し、SSCナポリを初のセリエA制覇に導いた監督である。このシーズンは更にコッパ・イタリアも制した。
選手時代は主にSSCナポリ、アタランタBC、ACミランでプレーした。1966年にイタリア代表として2試合の出場経験がある。

## 獲得タイトル
ナポリ
- セリエA : 1986-87
- コッパ・イタリア : 1986-87
- UEFAカップ : 1988-89

ASローマ
- コッパ・イタリア : 1990-91

個人
- ヨーロッパ最優秀監督賞 : 1988-89